# Arno del Curto
Arno del Curto (Sankt Moritz, 23 luglio 1956) è un allenatore ed ex giocatore svizzero di hockey su ghiaccio, dal 1996 alla guida tecnica del Davos. Il 27 novembre 2018, annuncia le proprie dimissioni dal club.

## Carriera

### Allenatore
Arno Del Curto è l'ex-allenatore del Davos. È anche uno dei più longevi allenatori in Svizzera della stessa squadra, è infatti alla transenna dalla stagione 1996-1997. Si è spesso distinto per il suo modo di vestire (è stato definito un Harry Potter a 52 anni) e per la sua capacità di parlare ai giocatori.
Arno Del Curto si è aggiudicato nelle stagioni 2002, 2005, 2007, 2009, 2011 e 2015 il titolo di Campione Svizzero con il Davos, ed è anche riuscito a far firmare Joe Thornton, Rick Nash e Niklas Hagman per una stagione al Davos in occasione del lock-out della NHL. Giocatori che rimangono tuttora in contatto con lui.
Il 15 aprile 2009 Arno Del Curto è stato definito dalla IIHF il miglior Coach d'Europa. Il 27 novembre 2018, dopo 22 anni di presenza alla transenna del Davos, ha dato le dimissioni dall'incarico.

## Palmarès

### Club
- Campionato svizzero: 6

Davos: 2001-2002, 2004-2005, 2006-2007, 2008-2009, 2010-2011, 2014-2015
- Coppa Spengler: 5

Davos: 2000, 2001, 2004, 2006, 2011

### Individuale
- Miglior allenatore della Lega Nazionale A: 1

2004-2005
- IIHF Miglior Coach d'Europa: 1

2009